# Harry Lubse
Henricus Carolus Gerardus «Harry» Lubse (Eindhoven, Países Bajos, 21 de septiembre de 1951) es un exfutbolista neerlandés que jugaba como delantero.

## Selección nacional
Fue internacional con la selección de fútbol de los Países Bajos en una ocasión y convirtió un gol. Formó parte de la selección subcampeona de la Copa del Mundo de 1978, pese a no haber jugado ningún partido durante el torneo.

### Participaciones en Copas del Mundo
| Mundial                        | Sede      | Resultado  | Partidos | Goles |
| ------------------------------ | --------- | ---------- | -------- | ----- |
| Copa Mundial de Fútbol de 1978 | Argentina | Subcampeón | 0        | 0     |

## Clubes
| Club          | País         | Año       |
| ------------- | ------------ | --------- |
| PSV Eindhoven | Países Bajos | 1968-1980 |
| Beerschot     | Bélgica      | 1980      |
| Helmond Sport | Países Bajos | 1981-1984 |
| Vitesse       | Países Bajos | 1984-1985 |

## Palmarés

### Campeonatos nacionales
| Título                   | Club          | País         | Año  |
| ------------------------ | ------------- | ------------ | ---- |
| Copa de los Países Bajos | PSV Eindhoven | Países Bajos | 1974 |
| Eredivisie               | PSV Eindhoven | Países Bajos | 1975 |
| Eredivisie               | PSV Eindhoven | Países Bajos | 1976 |
| Copa de los Países Bajos | PSV Eindhoven | Países Bajos | 1976 |
| Eredivisie               | PSV Eindhoven | Países Bajos | 1978 |

### Copas internacionales
| Título          | Club          | Sede                     | Año  |
| --------------- | ------------- | ------------------------ | ---- |
| Copa de la UEFA | PSV Eindhoven | Eindhoven (Países Bajos) | 1978 |